# Heinrich Caro
Heinrich Caro (n. 13 februarie 1834, Poznań, Regatul Prusiei – d. 11 septembrie 1910, Dresda, Regatul Saxoniei) a fost un chimist german. A fost responsabil de cercetările legate de indigo la BASF și împreună cu Adolf von Baeyer a sintetizat prima vopsea indigo în anul în 1878. Caro a patentat alizarina la BASF. De asemenea, a izolat acridina și a descris acidului lui Caro (acid peroxomonosulfuric).